# Centro de Creación Artística TET
El Taller Experimental de Teatro (TET), hoy llamado Centro de Creación Artística TET, es un grupo establecido en Caracas, Venezuela. Fue fundado el 11 de diciembre de 1972 por Eduardo Gil bajo el seno de la Universidad Central de Venezuela con el propósito de establecer un grupo teatral  con una línea de trabajo experimental.
El TET es una de las instituciones teatrales venezolanas cuya formación y concepción creativa guardan estrecha afinidad con las tendencias de Jerzy Grotowski; las enseñanzas de este maestro fueron el germen para la creación del TET, cuando Eduardo Gil llegó de París en 1972. Trabajo que continuó más adelante con Elizabeth Albahaca y Teo Spychalski, quienes formaron parte del Teatro Laboratorio de Grotowski en Polonia.

## Historia
El grupo nace a partir de la propuesta realizada por parte de la Dirección de Cultura de la Universidad Central de Venezuela, en el año 1972, a Eduardo Gil para fundar un espacio de investigación teatral; este sería “El Taller Experimental de Teatro de la UCV".  Allí trabajaron durante 3 años en los sótanos del Aula Magna de la Universidad Central de Venezuela. Después el grupo se  independizó conservando el nombre “Taller Experimental de Teatro – TET”.
La búsqueda de una interpretación viva es lo que persigue el TET desde el inicio. Se funda a partir del entrenamiento constante con y del actor, ya que ella sustentará el fenómeno escénico teatral. Todo ello parte de la premisa “el trabajo del actor sobre sí mismo”. Aún más, Eduardo Gil comenta que en el TET:

“…intentamos colocar al actor, con su pequeño repertorio personal, en actitud de desafío, es decir: ¿qué tienes en la mano?,¿qué puedes hacer ahora aquí, frente a esa gente?, ¿serán ellos capaces de reconocerte como un actor por intermedio de tu trabajo?”

Durante 6 años trabajaron en distintos lugares de modo itinerante. Estuvieron en espacios como el de la agrupación Contradanza. En el año 1979, mientras el grupo estaba en la creación del montaje Casa de fuego, se quedó sin espacio para sus ensayos, de manera que Rosa María Orfino, una de las actrices, prestaba el sótano de su casa para los encuentros y la investigación.
Aunque no tuvieron una sede fija por algún tiempo, eso no les impidió presentarse en diversos espacios como el Museo de Bellas Artes, en la sala Rajatabla, la Sala Juana Sujo. Además, tras una serie de premios y reconocimientos obtenidos, a nivel nacional e internacional, el TET consigue su primer subsidio con FUNDARTE, y gracias a ello, alquila una sede física ubicada en una pequeña casa en Los Chaguaramos en 1980; aquí tendrían la oportunidad de dedicarle más tiempo a los ensayos y a la formación, ad honorem.

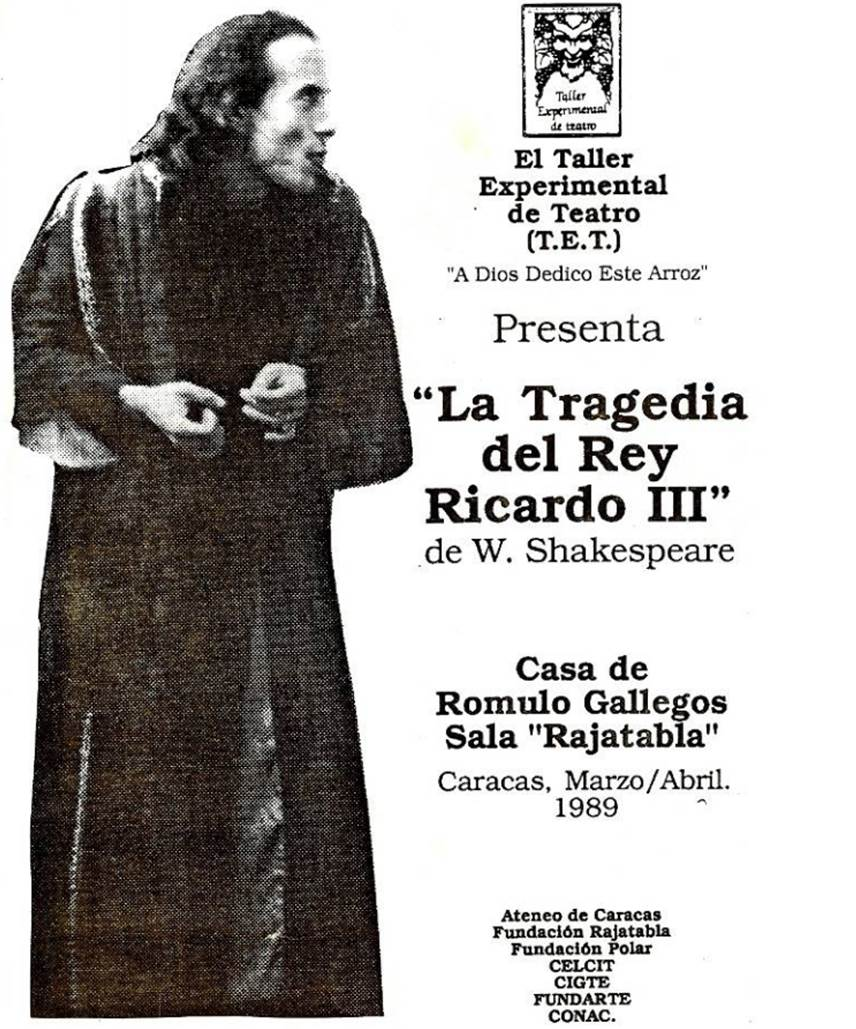
Programa de mano del espectáculo del TET "Ricardo III" (En la foto, Guillermo Díaz Yuma como Ricardo III)

### El Teatro Luis Peraza para el TET
Siguieron presentaciones en sitios como: la Concha acústica de Bello Monte, la Gallera de El Silencio,  el Patio de San Bernardino del CELCIT; y proyectos como El Teatro Rodante, que consistía en llevar funciones a un público poco afín a las salas teatrales. El trabajo del TET estuvo muy activo, lleno de ensayos, entrenamiento y talleres en la casa de Los Chaguaramos, y más adelante, por un tiempo, en una pequeña casa en Bello Monte. 
En el año 1989, el ministro José Antonio Abreu, presidente del Consejo Nacional de la Cultura (CONAC), le propone a la agrupación la regencia del Teatro Luis Peraza, ubicado en los Chaguaramos, Valle Abajo, al lado de la Basílica San Pedro, debido a su trabajo dentro y fuera del país con La tragedia de Ricardo III de William Shakespeare. Los integrantes del TET aceptan dicha propuesta y se entrega  "El Teatro Luis Peraza para el TET".
La regencia les permitió reinventarse y evaluarse. Teniendo como áreas de creación teatral: la investigación, la formación y el montaje. Además, hicieron una nueva definición del proyecto TET como un colectivo que busca la investigación sobre la creación escénica mientras sirve de espacio para desarrollar las inquietudes creativas de sus integrantes. De esta manera a los 25 aniversarios del TET, su nombre evoluciona a Centro de Creación Artística TET.
Hoy en día, es una Asociación Civil sin fines de lucro y de carácter independiente, orientada a la investigación, desarrollo y proyección de las artes escénicas y de la cultura en general, mediante la realización tanto de puestas en escena teatrales, como también de talleres, seminarios y conferencias.

## Directores del grupo
| Año                 | Director            |
| ------------------- | ------------------- |
| (1972 - 1975)       | Eduardo Gil         |
| (1975 - 1977)       | Guillermo Díaz Yuma |
| (1977 - 1982)       | Eduardo Gil         |
| (1983 - 1990)       | Francisco Salazar   |
| (1990 - actualidad) | Guillermo Díaz Yuma |

## Equipo de trabajo
Director - Guillermo Díaz Yuma
Junta Directiva - Guillermo Díaz Yuma, Jariana Armas, Joe Justiniano, Larisa González, Marisela Montiel
Coordinación del Teatro Luis Peraza, Coordinación de Talleres - Jariana Armas
Integrantes:
| Elenco actual                  | Elencos anteriores    |
| ------------------------------ | --------------------- |
| Alan Puerta                    | Albor Rodríguez       |
| Alejandra Gutiérrez Calzadilla | Alma Blanco           |
| Alí Rondón                     | Anabel Rodríguez Ríos |
| Ángel Ordaz                    | Antonieta Colón       |
| Areani Rondón                  | Aquíles Báez          |
| Aromaia León                   | Ariana Tarhan         |
| Carlos Sánchez Torrealba       | Arnaldo Mendoza       |
| David Olaves                   | Corina Michelena      |
| Dixon Acosta                   | Diana Peñalver        |
| Guillermo Díaz Yuma            | Edgar Díaz            |
| Héctor Castro                  | Eduardo Gil           |
| Humerto Ortiz                  | Efterpi Charalambidis |
| Jariana Armas                  | Elizabeth Albahaca    |
| Jesús Sosa                     | Emiliano Montés       |
| Joe Justiniano                 | Evelia Castillo       |
| Larisa González                | Fernando Yvosky       |
| Louani Rivero                  | Frances Ravard        |
| Ludwig Pineda                  | Francisco Díaz Paco   |
| Lya Bonilla                    | Francisco Salazar     |
| Manuel Chourio                 | Gilberto Marquez      |
| Marisela Montiel               | Gloria Nuñez          |
| Mónica Quintero                | Graciela Ferrari      |
| Natasha Martínez               | Haydée Faverola       |
| Patricia Castillo              | Jairo Suleta          |
| Sara Azócar                    | José Luis Blondet     |
| Sara Valero Zelwer             | José Manuel Guzmán    |
| Silvia Gouverneur              | Lorena Cariani        |
| Stephannye Baena               | Marco Villarubia      |
| Vera Linares                   | María Angélica Toro   |
| Yazel Parra                    | María Fernanda Ferro  |
|                                | Mercedes Muñoz        |
|                                | Mónica Cárdenas       |
|                                | Newton Rauseo         |
|                                | Nieri Seijas          |
|                                | Pablo García          |
|                                | Ricardo Anthés        |
|                                | Rosa María Orofino    |
|                                | Rubén Gómez           |
|                                | Teo Spichalski        |

Valentina Cabrera

## Líneas de investigación
Para el Centro TET, el trabajo creativo nace y se ramifica desde y hasta el quehacer actoral, por lo tanto todo su proyecto de preparación se fundamenta en el trabajo del actor sobre sí mismo.
De esta manera, el TET ha logrado precisar cuatro líneas de investigación:

### Texto poético

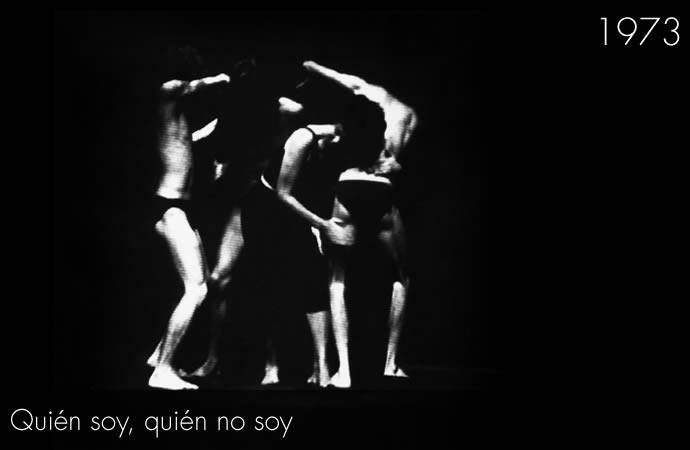
"Quién soy, quién soy" (1973)

La primera línea investigativa inspirada por la premisa de Eduardo Gil, quien defendió a la dramaturgia actoral como la principal sustancia creativa. Esta semilla fértil lo lleva a la exploración de las posibilidades físicas y vocales de cada uno de los integrantes del naciente grupo. Fue llevada a través de una investigación individual que permitiera al intérprete lograr una presencia viva y real consigo mismo y desde allí llegar a la expresión teatral. Esta búsqueda introspectiva se acompañaba de juegos, recuerdos, canciones, poemas, refranes, versos como parte del juego dramático que empieza a dibujar el TET en la escena venezolana, creando de esta manera su sello distintivo ante otros grupos teatrales y a presentar piezas, como por ejemplo: ¿Quién soy, quién no soy?, A Dios dedico este mambo, Ahora sí te llevo a fiestas y te mantengo de bailes, No me hables de prendas finas, que yo nací en la esmeralda.

### Transición poética-dramático
La llegada y la formación impartida por Elizabeth Albahaca y Teo Spychalski en 1981, permite consolidar la madurez de los intérpretes para enfrentarse ante un texto dramático. Sin embargo, este hecho no será presenciado hasta 1985, puesto que los cimientos para la definición del grupo aún se estaban gestando. Se puede evidenciar esta etapa transitiva, impulsada por la ardua etapa formativa en 1981, por la apertura del primer taller de formación en 1982 y en mayor medida por la pieza, presentada ese mismo año, Por lo alto está el cielo en el mundo donde se presenta un collage dramático a partir del Fausto de Goethe y Marlowe. Trabajo que extenderá hasta Por hondo que sea el mar profundo de 1984. Además, en 1983 se muestra la evolución  del trabajo de Gil sobre su visión del texto teatral, quien construye a partir de la combinación de diversos elementos el texto dramático El día del juicio en la tarde. Por otro lado, Ahora seremos felices, ahora podemos cantar fundamenta una de las políticas actuales para formar parte del elenco estable del TET, pues desde aquí los participantes del taller Eclipse de Luna se unen al grupo estable, sin olvidar que esta pieza sigue el proceso de una de las últimas obras poéticas, Morir Soñando. Esta última pieza, junto Casa de fuego llevó al TET por su primera gira europea.

### Texto dramático
Esta tercera línea sigue los acontecimientos evolutivos del grupo: la segunda partida de Eduardo Gil y la necesidad común de llevar un texto dramático a escena. Luego de diversas búsquedas Jacobo o la sumisión de Eugene Ionesco es la obra que no solo se presenta por varias ciudades del país sino que lleva al TET, por su segunda gira a Europa.
Posteriormente, se lleva a escena La Tragedia de Ricardo III de Shakespeare dirigida por Francisco Salazar (1989), dentro del Proyecto Shakespeare; y más tarde obtener su regencia en el Teatro Luis Peraza. El proyecto se extiende hasta el siguiente año, pero esta vez con Hamlet dirigido por Guillermo Díaz Yuma.
También es llevada a escena La Señorita Julia, de Augusto Strinberg, por Elizabeth Albahaca con el Taller Experimental de Teatro "(...) se trata de una visión en efecto, muy particular, y podría, incluso, ser considerada de arbitraria, si no fuera porque el mismo no es más que el ensamblaje matemático, preciso, exacto de lo que en esencia es esa gran pieza del Teatro Universal, tan maltratada en otras ocasiones, pero que en manos de esta directora sagaz alcanza su verdadera y brutal dimensión.”

### Texto literario
A partir de su regencia en el Teatro Luis Peraza, la fundación del Centro de Formación e Investigación Actoral junto al cuarto taller de formación y la aspiración por alcanzar un mayor nivel actoral, se lleva a escena Ferdydurke adaptación de la obra literaria de Witold Gombrowicz, dirigida por Elizabeth Albahaca, quien se encargará de adaptar y dirigir otras piezas como El sueño de la razón produce monstruos (1993), basada en El Proceso de Franz Kafka. Demonios de la obra de Fiodor Dostoievski; El Proceso (1999) a partir de El Proceso de Franz Kafka.

## Espacios de Formación

### Centro de Formación e Investigación Actoral
El Centro de Formación e Investigación Actoral es un espacio para el conocimiento y desarrollo del Arte del Actor; en el cual se exploran algunas técnicas y métodos que el TET ha investigado a lo largo de toda su experiencia en el campo de las artes escénicas.

#### Taller de Formación Actoral
Este espacio está centrado en la formación e investigación actoral. Ha ido evolucionando a lo largo de los años, atravesando por distintos enfoques y búsquedas. Después de unas primeras experiencias, en 1993 se inicia un nuevo taller, con una duración de tres años, en el cual, los interesados debían superar un proceso de audiciones. Así nace el primer taller de formación actoral llevado por el TET, el cual se ha mantenido hasta el presente.
El Taller de Formación Actoral es un programa de una duración aproximada de tres años con una frecuencia de tres encuentros semanales de 3 horas cada día, se centra en el oficio del actor, partiendo del entrenamiento con el que se pretende desarrollar aptitudes corporales, sonoras y vocales; sensoriales, creativas y emocionales de cada intérprete. 

### TET con los niños
Está dedicado a la formación actoral de niños y preadolescentes, explorando las posibilidades de la voz y el cuerpo. La intención es desarrollar e incentivar el instinto creador a través de los distintos lenguajes manejados en una experiencia teatral. La premisa del taller es "descubrir y construir" a partir de juegos. Incitamos la creación de mundos a partir de la escritura, el canto, la danza y el teatro. Finalmente, desarrolla el programa una experiencia colectiva que se convierta en un montaje teatral que se presenta al público, culminado el taller.

### TET con los adolescentes (taller de iniciación actoral para jóvenes)
Es un taller con una duración aproximada de 9 meses en los que se inicia al participante en elementos del teatro como lo son: la dramaturgia, la actuación, la dirección, la producción, la realización de vestuario, escenografía y utilería. Se busca explorar a través de juegos e improvisaciones la posibilidad de construir universos a partir de nada y todo. Se trabaja en pro de conjugar voz, mente, corazón y cuerpo para lograr la expresión de los intereses de cada participante. 

## Obras

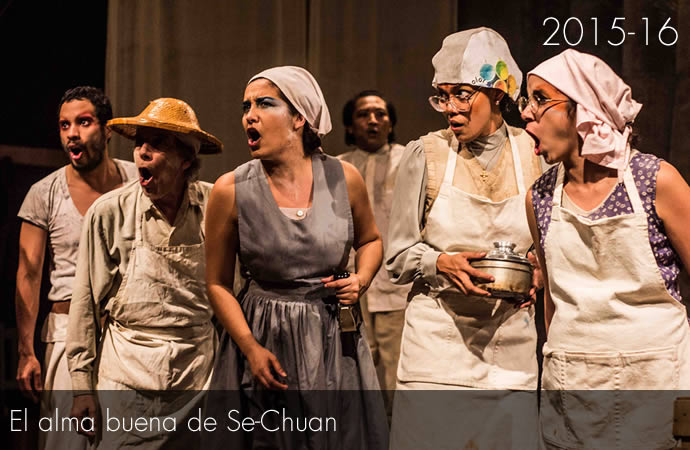
"El alma buena de Se-Chuan" (2016)

El TET ha presentado lo siguientes espectáculos:
1973
- Quien soy, quién soy (sobre textos de Antonin Artaud)
- A Dios dedico este mambo (a partir de textos de Bertolt Brecht)
- Ahora si te llevo a fiestas y te mantengo de bailes (a partir de piezas musicales latinoamericanas, poemas de Brecht, Cabral de Meloneto y otros)
- No me hables de prenda fina que yo nací en esmeralda (a partir de hechos reales sucedidos en el recinto de la Universidad Central de Venezuela)
- Así es la cosa (a partir de un texto de Luis Britto García)

1974
- Improvisación (improvisación)

1977-78
- Sueños y recuerdos (creación colectiva)

1979-80
- Morir soñando (Canciones, cuentos y otras invenciones. Textos de los Hermanos Grimm, Saint Exupery, Chico Buarque y Caetano Veloso)

- Casa de fuego (selección poética de Rafael Cadenas, Juan Sánchez Peláez, Ramón Palomares, Pepe Berroeta, Eugenio Montejo, Juan Calzadilla)

1982
- Por alto está el cielo en el mundo (montaje libre del TET. Canciones de Agustín Lara, Plácido Acevedo, A. Rodríguez)

1983
- El día del juicio en la tarde (sobre las experiencias del Taller)

1984
- Por hondo que sea el mar profundo (montaje libre del TET)
- Ahora seremos felices, ahora podemos cantar (montaje libre del TET)

1986
- Jacobo o la sumisión (Eugene Ionesco)

1988-89
- La tragedia de Ricardo III (William Shakespeare)
- La horma de los cuatro puntos (selección de textos de poetas venezolanos: Rafael Cadenas, Ramón Palomares, Eugenio Montejo, Juan Sánchez Peláez, José Berroeta, Enrique Hernandez, María Calcaño, Cuento de la etnia Maquiritare)

1990-91
- Hamlet (William Shakespeare)
- Ferdydurke (Witold Gombrowicz)
- Aquel Faustino Parra (Rafael Zárraga. Basada en cuentos y leyendas de un personaje legendario de la región)

1993
- El sueño de la razón produce monstruos (Basado en: El proceso de Kafka)

1994
- El diario de un loco (Nicola Gogol)
- Demonios (Fedor Dostoievski)

1996
- Señorita Julia (August Strindberg)

1997
- Esperando a Godot (Samuel Beckett)
- Sobre el daño que hace el tabaco (Antón Chejov)

1998
- El anillo de las hadas (Carlos Sánchez Torrealba)

1999
- El Proceso (Segunda versión) (basado en El proceso de Kafka)
- La lección (Eugène Ionesco)
- Soñadores (creación colectiva) (El teatro rodante)

2000
- La nave de los locos (Carlos Sánchez Torrealba)
- El circo invisible (creación colectiva) (Espectáculo de calle)

2001
- El Rey se muere (Eugène Ionesco)

2003
- El jardín de los cerezos (Antón Chejov)
- Sobre el daño que hace el tabaco (Antón Chejov) (tres miradas a Chejov)
- Petición de mano (Antón Chejov) (tres miradas a Chejov)
- El Canto del Cisne  (Antón Chejov) (tres miradas a Chejov)
- El aniversario (Antón Chejov) (tres miradas a Chejov)

2005
- La noche de Molly Bloom (José Sanchis Sinisterra)

2006
- Muerte en directo (Guillermo Heras)
- Yo, Satán (Antonio Álamo)
- El malentendido (Albert Camus)
- La cena (Giuseppe Manfridi)

2007
- El amor de Fedra (Sarah Kane)
- Vírgenes Negras ( Feridun Zaimoglu y Günter Senkel)

2008
- Marat-Sade (Peter Weiss)
- Así que pasen cinco años (Federico García Lorca)[16]

2009
- El porvenir está en los huevos (Eugène Ionesco)

2011
- Yocasta (León Febres-Cordero)
- El Rompimiento (Rafael Guinand)

2012
- Las criadas (Jean Genet)
- Flechas del olvido (José Sanchis Sinisterra)

2013
- Tierra Santa (Elio Palencia)[17]

2014
- Capital (creación colectiva: inspirado en textos de Karl Marx, Franz Kafka, Elias Canetti, Vinicius De Moraes, Clarice Lispector, Carl Jung, Slavoj Zizek, Isadora Duncan, Luís Britto García, Ana García Julio, Alejandro Jodorowsky, Juan Nuño, Ramón Palomares, entre otros)
- Entre las bocas del dragón y de la serpiente (Rodolfo Izaguirre, Carlos Sánchez Torrealba)

2015-16
- El alma buena de Se-Chuan (Bertolt Brecht)[18]

2017
- El río bajo el río (creación colectiva:crónicas escritas por Alicia Jiménez de Sánchez)
- El nuevo mundo del circo (creación colectiva)
- Acto Cultural (José Ignacio Cabrujas)[19]

2018
- La audición y El oso (dos obras cortas de Antón Chéjov)[20]

2019
- El padre de todos nosotros (David Desola)
- Mil y tantas noches al aire (Carlos Sánchez Torrealba) (Centón radioteatral)[21][22]
- Diálogo en el jardín del palacio (Fernando Pessosa)
- El marinero (Fernando Pessosa)[23]
- Frente a la madre (Jean-René Lemoine)
- Un Dios Salvaje (Yasmina Reza)[24]

## Premios
| Fecha     | Obra                                   | Premio Municipal de Teatro |
| --------- | -------------------------------------- | --- |
| (1978-80) | Morir soñando                          | Mejor Producción |
| (1980)    | Casa de fuego                          | Mejor Producción |
| (1993)    | El sueño de la razón produce monstruos | Mejor dirección – Elizabeth Albahaca |
| (1994)    | Demonios                               | Mejor escenografía e iluminación - Fernando Calzadilla. Mejor Actriz – María Fernanda Ferro |
| (2001)    | El Rey se muere                        | Mejor escenografía - Fernando Calzadilla. Mejor actor - Carlos Sánchez Torrealba. Mejor director - Elizabeth Albahaca. Mejor iluminación - Fernando Calzadilla Mejor obra                                                                                 |
| (2003)    | El jardín de los cerezos               | Mejor obra Mejor Actor - Luigi Sciamanna. Mejor Escenografía - Rafael Sequera. Mejor Iluminación - David Blanco. Mejor Director - Eduardo Gil |
| (2006)    | Yo, Satán                              | Mejor producción. Mejor dirección - Juan José Martín Mejor actor de reparto - William Goite |
| (2013)    | Tierra Santa                           | Mejor producción - Centro de Creación Artística TET (Karla Fermín) Mejor dirección - Costa Palamides. Mejor texto teatral - Elio Palencia. Mejor actor - Guillermo Díaz Yuma Mejor actriz de reparto - Yazel Parra Mejor actor de reparto - Ludwig Pineda |
| (2013)    | El público                             | Mejor obra de teatro académico |
| (2017)    | El río bajo el río                     | Mejor musicalización |

Otros premios:
- Por alto está el cielo en el mundo (1982): Premio Nacional de Teatro. Ana Julia Rojas 1983 - Mejor Dirección - Eduardo Gil, Premio CONAC 1983 – mejor puesta en escena
- Hamlet (1990-91) Premio de Teatro Juana Sujo 1990. Mejor Actor de reparto - Carlos Sánchez Torrealba .
- Primer Premio Marco Antonio Ettedgui 1991 - Mención a Mejor Actriz - María Fernanda Ferro.[26]
- El diario de un loco (1995): Premio al Mejor Actor (Carlos Sánchez Torrealba) en el X Festival Internacional Experimental de El Cairo, 1998[27][28]
- Señorita Julia (1996): Premio Casa del Artista. Mejor Escenografía – Fernando Calzadilla, Premio de Teatro María Teresa Castillo
- (1997) Premio María Teresa Castillo – por la labor del grupo.[29]
- El circo invisible (2000): Premio FAMA por el Proyecto: El Teatro Rodante[30]
- El jardín de los cerezos (2003): Premio CELCIT 2002-2003: Mejor obra. Mejor Actor - Luigi Sciamanna. Mejor Escenografía - Rafael Sequera. Mejor Iluminación - David Blanco. Mejor Director - Eduardo Gil[31]
- Tierra Santa (2013): Premio Critven: Mejor iluminación - Víctor Villavicencio. Mejor dirección - Costa Palamides.[32]
- Acto cultural (2018):  Premio Isaac Chocrón: Mejor producción. Autoría escénica - Guillermo Díaz Yuma. Mejor actor - Carlos Sánchez Torrealba
- Premio Marco Antonio Ettedgui (2019) mención especial para Jariana Armas.[33]
- Premio Isaac Chocrón (2019): Mejor actriz - Larisa González.[34]

## Festivales
El TET ha participado en los siguientes festivales:
-Festival Internacional de Expresión Ibérica, Oporto, Portugal
-Festival Internacional de Teatro de Ouro Preto. Brasil
-Festival Latinoamericano de Arte y Cultura. Brasilia-Brasil
-Festival internacional de teatro de Occidente
-Festival internacional de teatro de Caracas
-Festival de Teatro de Oriente
-Festival de Teatro de Occidente
-Festival de Teatro de Caracas
-Festival de teatro Antonio Pedro, Barcelona, España.
-Festival de Teatro Musical de Rennes. Francia
-FIT Designes, Barcelona, España
-Festival Internacional de Teatro Experimental en el Cairo, Egipto. 1998
-Festival Internacional de Teatro de San Salvador de Bahía, Brasil. 1998
-Festival Internacional de Teatro Porto Alegre Em Cena
-Festival Internacional de Teatro Encuentro de Tres Continentes Canarias, España. 1998
-Festival Internacional de Teatro Sao Paulo. Brasil. 1998
-Festival Clásico de Margarita
-El I Concurso de dramaturgia con temática adolescente, organizado por el grupo TET y patrocinado por la Institución cultural de la Alcaldía Libertador FUNDARTE (2004)
-Festival de Teatro venezolano en La Habana, La Habana, Cuba. 2007
-III Festival Internacional de Monólogos, Aragua y Caracas, Venezuela
-III Festival Internacional de Unipersonales del Uruguay – FITUU 2008
-Festival de Teatro de Cuenca 2019, Ecuador.
-2.º Festival Iberoamericano de Teatro Adelante 2020 en Heidelberg, Alemania
-1.er Festival Teatral de Universitarios (2020). (Teatro hecho por egresados y estudiantes universitarios): fue llevado a cabo en la sede del Centro de Creación Artística TET
-1.er Festival de Artes Escénicas Franco Venezolano. iniciativa del Centro de Creación Artística TET y la Alianza Francesa de Caracas